# София фон Саарбрюкен
София фон Саарбрюкен (на немски: Sophie von Saarbrücken; * 1149, † сл. 1215) от род Валрамиди, е графиня от Графство Саарбрюкен и чрез женитба херцогиня на Лимбург.

## Биография
Тя е дъщеря на граф Симон I фон Саарбрюкен († сл. 1183) и Матилда фон Спонхайм, вероятно дъщеря на граф Мегинхард I фон Спонхайм.  По-малка сестра е на граф Симон II фон Саарбрюкен († сл. 1207) и на граф Хайнрих I фон Цвайбрюкен († 1228).
София се омъжва през 1165 г. за Хайнрих III фон Лимбург (1140 – 1221) от Дом Лимбург-Арлон, от 1165 г. херцог на Лимбург и граф на Арлон.  Хайнрих III участва заедно със синът им Валрам IV в третия кръстоносен поход (1189 – 1192).

## Деца
София и Хайнрих III фон Лимбург имат децата:
- Хайнрих IV (* 1165, † 1214), 1178 – 1215 господар на Васенберг, ∞ за София от Гелре
- Валрам IV (* ок. 1175, † 1226), граф на Люксембург, херцог на Лимбург, господар на Моншау
- Фридрих († 1211/1212) господар на Лумен
- Герхард II († 1225), господар на Васенберг
- Симон (1178, † 1195), 1193 – 1195 епископ на Лиеж, 1195 кардинал
- Юдит († 1202), ∞ Госвин IV от Фалкенбург († 1217)
- Макарий, доказан 1214
- Изабела († 1221), ∞ Дитрих I, господар на Хайнсберг и Фалкенбург (1192, † 1227)

Преди 1189 г. той се жени втори път за Аделхайд фон Хенеберг († 1198), дъщеря на Попо VI, граф на Хенеберг, бургграф на Вюрцбург.